# 岡本忠
岡本忠（1895年9月1日—1955年9月2日），日本男子网球运动员，曾经代表日本参加1924年夏季奧林匹克运动会和台维斯盃，曾參加1924年溫布頓網球錦標賽和美國網球錦標賽，職業生涯共贏得9項單打冠軍，這些榮譽大多在印度舉行的賽事取得。

## 網球生涯
岡本忠代表日本參加了1924年夏季奥林匹克运动会的網球單打和雙打比賽。他在單打賽事的第一輪輪空，但第二圈不敵對手扬·科热卢赫出局。雙打中他與原田武一組隊，在第二圈賽事中激戰四盤後，不敵西班牙而出局。
此外他也參加了加1924年溫布頓網球錦標賽的單打和雙打比賽，單打第一圈中他不敵勒内·拉科斯特而出局，而拉科斯特亦一路打進決賽。雙打賽事中，他在第三圈輸給該届冠軍文森特·理查兹和弗朗西斯·亨特而止步。
他的其他成就包括四次贏得在加爾各答舉行的孟加拉網球錦標賽（1921、1923、1925、1928），三次印度國際網球錦標賽（1923、1924、1927）和兩次西印度網球錦標賽（1923、1925）。
退役後，他在第一通商公司（Dai Ichi Trading company）工作。

## 外部連結
- 岡本忠（英文/西班牙文）的官方資料
- 岡本忠的國際網球總會 職業／青少年 官方資料（英文）
- 岡本忠的官方資料（英文）